# Delphinium weiningense
Delphinium weiningense är en ranunkelväxtart som beskrevs av Wen Tsai Wang. Delphinium weiningense ingår i släktet storriddarsporrar, och familjen ranunkelväxter. Inga underarter finns listade i Catalogue of Life.